# Городок (Ветковский район)
Городо́к (бел. Гарадок) — посёлок в Столбунском сельсовете Ветковского района Гомельской области Беларуси.

## География

### Расположение
В 23 км на северо-восток от Ветки, 35 км от Гомеля.

### Гидрография
Недалеко река Столбунка.

## Транспортная сеть
Транспортные связи по просёлочной, затем автомобильной дороге Светиловичи — Гомель. Планировка состоит из короткой, почти прямолинейной улицы, застроенной деревянными домами усадебного типа.

## История
Выявленное археологами городище (1 км от посёлка, в урочище Боярщина, на коренном правом берегу реки Столбунка) свидетельствует о заселении этих мест с давних времён. Современный посёлок основан в конце XIX века. Согласно переписи 1897 года находился фольварк Городок (он же Боярщина) в Столбунской волости Гомельского уезда Могилёвской губернии.
В 1926 году в Яновском сельсовете Светиловичского района Гомельского округа. В 1929 году жители вступили в колхоз. Во время Великой Отечественной войны на фронтах погибли 8 жителей. В 1959 году в составе совхоза «Столбунский» (центр — деревня Столбун).

## Население

### Численность
- 2004 год — 10 хозяйств, 14 жителей.

### Динамика
- 1897 год — 1 двор, 13 жителей (согласно переписи).
- 1926 год — 19 дворов, 112 жителей.
- 1940 год — 23 двора.
- 1959 год — 123 жителя (согласно переписи).
- 2004 год — 10 хозяйств, 14 жителей.

## Достопримечательность
- Городище периода раннего железного века (1-е тыс. н. э.), 1 км от посёлка, урочище Боярщина —  Историко-культурная ценность Республики Беларусь, шифр 313В000151.